# تپه حاجوک ۳
تپه حاجوک ۳ مربوط به سده‌های ۴ تا ۹ ه.ق است و در شهرستان زابل، بخش پشت آب، دهستان ادیمی، ۳۰۰ متری غرب روستای حاجوک واقع شده و این اثر در تاریخ ۲۰ اسفند ۱۳۸۵ با شمارهٔ ثبت ۱۸۰۷۷ به‌عنوان یکی از آثار ملی ایران به ثبت رسیده است.